# دانيال فرناندو
دانيال فرناندو هو سياسي وممثل فلبيني، ولد في 12 مايو 1962 في الفلبين.

## وصلات خارجية
- دانيال فرناندو على موقع IMDb (الإنجليزية)
- دانيال فرناندو على موقع قاعدة بيانات الفيلم (الإنجليزية)